# Port lotniczy Ozurgeti
Port lotniczy Ozurgeti – port lotniczy zlokalizowany w mieście Ozurgeti (Gruzja). Używany jest obecnie do celów wojskowych.